# Cacupira iodina
Cacupira iodina là một loài bọ cánh cứng trong họ Cerambycidae.